# Sveriges ambassad i Alger
Sveriges ambassad i Alger är Sveriges diplomatiska beskickning i Algeriet som är belägen i landets huvudstad Alger. Beskickningen består av en ambassad, ett antal svenskar utsända av Utrikesdepartementet (UD) och lokalanställda. Ambassadör sedan 2021 är Björn Häggmark.

## Historia
Sveriges förbindelser med Algeriet går tillbaka till 1727, då man ingick ett freds-, handels- och sjöfartstraktat. Sverige var ett av de första länder som öppnade diplomatisk representation i landet. Konsulatet var även det första svenska konsulatet utanför Europa. År 1962 inrättades en ambassad för Algeriet i Alger som var underställt konsulatet fram till 1968.

## Fastighet
Redan på 1830-talet fanns ett svenskt konsulat i Algeriet. Byggnaden som idag huserar Sveriges ambassad är dock betydligt yngre. I stadsdelen Hydra, fem kilometer söder om Algers centrum, ligger ambassadanläggningen. Tomten och granntomten, där ambassadörens residens ligger, förvärvades av den svenska staten 1958. Residenset byggdes under sena 1950-talet och består av en modern franskritad villa som i stilen känns nordisk och som av UD:s inredningsarkitekter inretts med Josef Frank-möbler. Skissarbetet för kansliet påbörjades först 1983. Den ritades av Myrenbergs arkitektkontor och uppfördes av Skanska på uppdrag av dåvarande Byggnadsstyrelsen. Statens fastighetsverk genomförde 2012 en stor ombyggnad av kanslibyggnaden för att inrymma den polska ambassaden som hyresgäst.
Tomten ligger i kuperad terräng med stora nivåskillnader. Kanslibyggnadens planlösning, som har kontor i två våningar, har påverkats av detta. Tre personalbostäder ligger på tredje våningen och entrén vetter mot gatan. Huvudentrén ligger på bottenvåningen tillsammans med väntrum och reception. På plan två ligger huvudsakligen kontoren tillsammans med ett dussintal tjänsterum, sammanträdesrum och lunchrum. Byggnaden är gjuten i massiv betong och golven är belagda med cementmosaik. Dörrar och skåpinredningar är utförda i svensk bok vilket ger inredningen en blond nordisk prägel. Växterna i trädgården är speciellt utvalda för att ge ett rikt spektrum av grönska samt för att de ska blomma under alla årstider.

## Beskickningschefer
| Namn                     | Period    | Funktion                   | Anmärkning                                                             |
| ------------------------ | --------- | -------------------------- | ---------------------------------------------------------------------- |
| Anders Forsse            | 1962–1963 | Konsul & Chargé d’affaires |                                                                        |
| Bengt Rabaeus            | 1963–1966 | Ambassadör                 |                                                                        |
| Wilhelm Wachtmeister     | 1966–1967 | Ambassadör                 |                                                                        |
| Claës König              | 1968–1972 | Ambassadör                 | Sidoackrediterad i Bamako.                                             |
| Jean-Jacques von Dardel  | 1972–1974 | Ambassadör                 |                                                                        |
| Harald Edelstam          | 1974–1979 | Ambassadör                 |                                                                        |
| Stig Brattström          | 1979–1982 | Ambassadör                 |                                                                        |
| Jean-Christophe Öberg    | 1982–1987 | Ambassadör                 |                                                                        |
| Tom Tscherning           | 1987–1993 | Ambassadör                 |                                                                        |
| Göran Wide               | 1993–1998 | Ambassadör                 | År 1994 flyttade Wide temporärt till Paris på grund av inbördeskriget. |
| Krister Göranson         | 1998–2000 | Ambassadör                 |                                                                        |
| Andreas Ådahl            | 2000–2003 | Ambassadör                 |                                                                        |
| Per Saland               | 2003–2006 | Ambassadör                 |                                                                        |
| Helena Nilsson Lannegren | 2006–2008 | Ambassadör                 |                                                                        |
| Eva Emnéus               | 2008–2013 | Ambassadör                 |                                                                        |
| Carin Wall               | 2013–2016 | Ambassadör                 |                                                                        |
| Marie-Claire Swärd Capra | 2016–2021 | Ambassadör                 |                                                                        |
| Björn Häggmark           | 2021–idag | Ambassadör                 |                                                                        |